# Członek rzeczywisty AAAI
Członek rzeczywisty AAAI (ang. AAAI Fellow), skr. FAAAI – nagroda przyznawana przez Stowarzyszenie na Rzecz Rozwoju Sztucznej Inteligencji (AAAI) osobom, które wniosły „znaczący, trwały wkład – zwykle przez co najmniej dziesięć lat – w dziedzinę sztucznej inteligencji” (AI). Tylko nieliczni spośród członków (ang. members) Stowarzyszenia na Rzecz Rozwoju Sztucznej Inteligencji (AAAI) są nagradzani tytułem Członek rzeczywisty AAAI (AAAI Fellow).

## Nominacje
Na początku każdego roku, członkowie (ang. members) Stowarzyszenia na Rzecz Rozwoju Sztucznej Inteligencji (AAAI) nominują osoby, które ich zdaniem, miały niezwykłe osiągnięcia w zakresie rozwoju sztucznej inteligencji. Nominacje są następnie rozpatrywane przez Komitet Selekcyjny, składający się z 9 Członków rzeczywistych (AAAI Fellows), któremu przewodniczy bezpośredni były prezydent AAAI (Art. X Sec. 7 Statutu AAAI). Każdego roku Komitet wybiera od 5 do 10 nowych Członków rzeczywistych AAAI (AAAI Fellows). Wybór Członków rzeczywistych AAAI (AAAI Fellows) był dokonywany corocznie począwszy od 1990. Nominowani, w momencie wyboru, zazwyczaj w swoim dorobku mieli wkład w dziedzinę sztucznej inteligencji przez dekadę lub dłużej po uzyskaniu tytułu doktora lub są na równoważnym etapie kariery.
Wśród naukowców nagrodzonych tytułem Członka rzeczywistego AAAI (AAAI Fellow) są naukowcy z uczelni i instytucji badawczych z całego świata, w tym naukowcy szeroko znani: Edward Feigenbaum, Geoffrey Hinton, Yann LeCun, Marvin Minsky, Ryszard Michalski.
Stowarzyszenie na Rzecz Rozwoju Sztucznej Inteligencji (AAAI) zamieszcza pełną listę nagrodzonych tytułem Członka rzeczywistego AAAI (AAAI Fellow) od 1990.